# Cogmind
Cogmind est un jeu vidéo science-fiction de type roguelike disponible sur Windows et développé par Grid Sage Games, société fondée par Josh "Kyzrati" Ge. Avant sa sortie en accès anticipé sur Steam le 16 octobre 2017, il a subi des tests publics via des phases alpha et bêta.

## Système de jeu
Le personnage du joueur est un robot, qui est capable de récupérer des pièces à partir des restes d'autres robots ; le jeu comprend plus de 1 000 de ces pièces,.
Le développement du personnage est principalement axé sur son équipement : le joueur peut ainsi changer toutes les parties de son personnage. Le joueur peut également perdre des pièces, et doit donc reconstruire son personnage. Une autre caractéristique du jeu est son interface, considérée comme plus conviviale que les autres roguelikes. Le jeu propose un environnement destructible qui fournit une alternative au combat.

## Développement
Cogmind est à l'origine une entrée pour le 7-Day Roguelike Challenge 2012, un concours de création de jeu vidéo en sept jours.
Après le défi, Ge décide de développer le concept, en publiant la première version alpha publique le 24 mai 2015, bien qu'il considère que l'alpha soit à la hauteur d'être publiée en l'état,.

## Récompenses
Pendant tous les mois de décembre, de 2015 à 2023, le jeu est élu parmi les 100 jeux de l'année sur IndieDB. Début 2016, il est sélectionné par Destructoid comme l'un des meilleurs jeux indépendants cette année-là.